# 5362 Johnyoung
Az 5362 Johnyoung (ideiglenes jelöléssel (5362) 1978 CH) egy kisbolygó a Naprendszerben. Gibson, J. fedezte fel 1978. február 2-án.